# Wijken en buurten in Peel en Maas
De Nederlandse gemeente Peel en  Maas is voor statistische doeleinden onderverdeeld in wijken en buurten. De gemeente is verdeeld in de volgende statistische wijken:
- Wijk 00 Grashoek-Koningslust (CBS-wijkcode:189400)
- Wijk 01 Panningen (CBS-wijkcode:189401)
- Wijk 02 Kessel (CBS-wijkcode:189402)
- Wijk 03 Maasbree (CBS-wijkcode:189403)
- Wijk 04 Baarlo (CBS-wijkcode:189404)
- Wijk 05 Meijel (CBS-wijkcode:189405)

Een statistische wijk kan bestaan uit meerdere buurten. Onderstaande tabel geeft de buurtindeling met kentallen volgens het Centraal Bureau voor de Statistiek (2013):
| CBS-buurtcode | Buurtnaam                                         | Inwonertal | Opp. totaal (ha) | Opp. land (ha) | Ligging                |
| ------------- | ------------------------------------------------- | ---------- | ---------------- | -------------- | ---------------------- |
| BU18940000    | Grashoek                                          | 1370       | 563              | 563            | Locatie in de gemeente |
| BU18940001    | Koningslust                                       | 1285       | 695              | 695            | Locatie in de gemeente |
| BU18940002    | Kievitsheide                                      | 165        | 565              | 563            | Locatie in de gemeente |
| BU18940003    | Vliegert                                          | 205        | 515              | 515            | Locatie in de gemeente |
| BU18940100    | Beringe                                           | 1935       | 635              | 630            | Locatie in de gemeente |
| BU18940101    | Panningen                                         | 6805       | 372              | 372            | Locatie in de gemeente |
| BU18940102    | Helden                                            | 5520       | 690              | 690            | Locatie in de gemeente |
| BU18940104    | Vosberg-Loo                                       | 335        | 311              | 311            | Locatie in de gemeente |
| BU18940105    | Egchel                                            | 1070       | 566              | 566            | Locatie in de gemeente |
| BU18940106    | Zelen-Hub                                         | 205        | 450              | 450            | Locatie in de gemeente |
| BU18940107    | Groeze                                            | 175        | 466              | 463            | Locatie in de gemeente |
| BU18940108    | Onder-Eindt-Zandberg                              | 645        | 525              | 523            | Locatie in de gemeente |
| BU18940109    | Keup                                              | 125        | 568              | 568            | Locatie in de gemeente |
| BU18940200    | Kessel                                            | 3040       | 257              | 234            | Locatie in de gemeente |
| BU18940203    | Kesseleik                                         | 730        | 208              | 191            | Locatie in de gemeente |
| BU18940204    | Hout en Oijen                                     | 185        | 364              | 336            | Locatie in de gemeente |
| BU18940208    | Verspreide huizen Kessel                          | 240        | 782              | 763            | Locatie in de gemeente |
| BU18940209    | Verspreide huizen Kesseleik                       | 80         | 600              | 585            | Locatie in de gemeente |
| BU18940300    | Maasbree                                          | 5040       | 170              | 170            | Locatie in de gemeente |
| BU18940308    | Verspreide huizen ten zuiden van Provinciale weg  | 555        | 1009             | 1006           | Locatie in de gemeente |
| BU18940309    | Verspreide huizen ten noorden van Provinciale weg | 905        | 2056             | 2046           | Locatie in de gemeente |
| BU18940400    | Baarlo                                            | 5310       | 298              | 297            | Locatie in de gemeente |
| BU18940402    | Soeterbeek                                        | 150        | 73               | 73             | Locatie in de gemeente |
| BU18940403    | Bong                                              | 570        | 112              | 112            | Locatie in de gemeente |
| BU18940408    | Verspreide huizen op Den Hert                     | 305        | 480              | 471            | Locatie in de gemeente |
| BU18940409    | Verspreide huizen ten zuiden van Baarlo           | 245        | 795              | 767            | Locatie in de gemeente |
| BU18940500    | Meijel                                            | 5035       | 281              | 278            | Locatie in de gemeente |
| BU18940502    | Roggelsedijk                                      | 265        | 228              | 226            | Locatie in de gemeente |
| BU18940506    | Verspreide huizen Molenbaan en Vieruitersten      | 155        | 272              | 265            | Locatie in de gemeente |
| BU18940507    | Verspreide huizen Berg en Nederweerterdijk        | 115        | 327              | 327            | Locatie in de gemeente |
| BU18940508    | Verspreide huizen Steenoven en Langstraat         | 325        | 451              | 451            | Locatie in de gemeente |
| BU18940509    | Verspreide huizen Katsberg en Witdonk             | 145        | 446              | 437            | Locatie in de gemeente |